# Vitor Júnior (político)
José Vitor Vieira Bissonho Junior, mais conhecido como Vitor Junior (Campos dos Goytacazes, 8 de março de 1977) é um empresário e político brasileiro filiado ao Partido Democrático Trabalhista (PDT). Foi secretário executivo e vereador por três mandatos em Niterói. Atualmente é deputado estadual pelo Rio de Janeiro.

## Biografia
Nascido em Campos, Vitor se mudou com a família para Niterói com dois anos de idade. É formado em odontologia e ingressou na política em 2004, quando se candidatou a uma vaga na câmara de vereadores de Niterói pelo PT, ficando com a suplência e assumindo o cargo com a ida de Rodrigo Neves para a secretaria de Assistência Social e, posteriormente, com sua eleição para a ALERJ. Licenciou-se do mandato em 2007 para assumir a presidência da Companhia de Limpeza Urbana (CLIN). Foi reeleito em 2008 com 4.390 votos, sendo o terceiro mais votado no município. Tentou o terceiro mandato em 2012, mas ficou com a suplência. Apesar de não ter sido reeleito, permaneceu como vereador devido a ida de Waldeck Carneiro para a secretaria municipal de Ciência e Tecnologia, sendo empossado em definitivo após este ser eleito deputado estadual em 2014. Licenciou-se novamente da Câmara Municipal ao assumir o cargo de secretário executivo da prefeitura, ocupando outras secretarias durante o segundo mandato de Rodrigo Neves.
Filiado ao PDT, Vitor se candidatou a deputado estadual nas eleições de 2022. Foi eleito com 43.958 votos, equivalente a 0,51% dos votos válidos.